# Bataille de Grunwald
Pour les articles homonymes, voir Bataille de Tannenberg.
Guerre du royaume de Pologne-Lituanie contre l'ordre Teutonique
Batailles
- Bydgoszcz
- Dąbrówno
- Kurzętnik
- Grunwald
- Marienburg (en)
- Radzyń
- Koronowo (en)
- Działdowo
- Tuchola
- Golub

La bataille de Grunwald, bataille de Žalgiris ou première bataille de Tannenberg eut lieu le 15 juillet 1410 dans le cadre de la guerre du royaume de Pologne-Lituanie contre l'ordre Teutonique. L'alliance du royaume de Pologne et du grand-duché de Lituanie, menés respectivement par le roi Ladislas II Jagellon (Władysław Jagiełło) et le grand-duc Vytautas (Witold), écrasa les chevaliers teutoniques commandés par le grand-maître Ulrich von Jungingen. La plupart des commandants teutoniques furent soit tués soit capturés.
À court terme, les chevaliers teutoniques parviennent à limiter les pertes territoriales lors de la paix de Toruń (1411) grâce à leur résistance au siège de Marienbourg. Mais à plus long terme l'ordre Teutonique ne se relèvera jamais de cette défaite. Le fardeau financier des indemnités de guerre et la taxation pour la payer entraînèrent des tensions internes, une crise économique et des révoltes sur ses terres, et dans leurs disputes suivantes avec la couronne polonaise les teutoniques auront toujours le dessous (paix du lac de Melno en 1422, Paix de Brest (1435), Traité de Thorn (1466), etc.)
Ainsi la bataille marque un basculement des pouvoirs en Europe orientale et permet à l'union de Pologne-Lituanie de devenir la puissance politique et militaire dominante dans la région.
Sur le plan symbolique et culturel la bataille est considérée comme l'une des plus importantes de l'Europe du Moyen Âge, et la plus importante victoire dans l'histoire polonaise et lituanienne. Portée par le nationalisme romantique, elle devint un symbole de résistance face aux envahisseurs et une source de fierté nationale. Au cours du XXe siècle, la bataille fut exploitée à la fois par les propagandes nazie et soviétique.

## Terminologie et sources

### Noms
La bataille eut lieu sur le territoire de l'État monastique des chevaliers teutoniques dans la plaine entre trois villages : Grünfelde (Grunwald) à l'ouest, Tannenberg (Stębark) au nord-est et Ludwigsdorf (Łodwigowo, Ludwikowice) au sud. Les 3 villages ne sont distants que de 2  à   3 kilomètres l'un de l'autre. Ladislas II fait référence au site en latin par in loco conflictus nostri, quem cum Cruciferis de Prusia habuimus, dicto Grunenvelt. Les chroniqueurs polonais interprétèrent le mot Grunenvelt par Grünwald, littéralement forêt verte en allemand et l'expression est reprise par les Lituaniens sous le terme de Žalgiris. Les Allemands nomment le lieu de la bataille sous le nom de Tannenberg (mont aux sapins en allemand). Ainsi il existe trois noms couramment utilisés pour désigner la bataille : allemand : Schlacht bei Tannenberg, polonais : Bitwa pod Grunwaldem, lituanien : Žalgirio mūšis. Son nom dans les langues des autres peuples impliqués est biélorusse : Дубровенская бітва, ukrainien : Грюнвальдська битва, russe : Грюнвальдская битва, tchèque : Bitva u Grunvaldu, roumain : Bătălia de la Grünwald.

### Sources

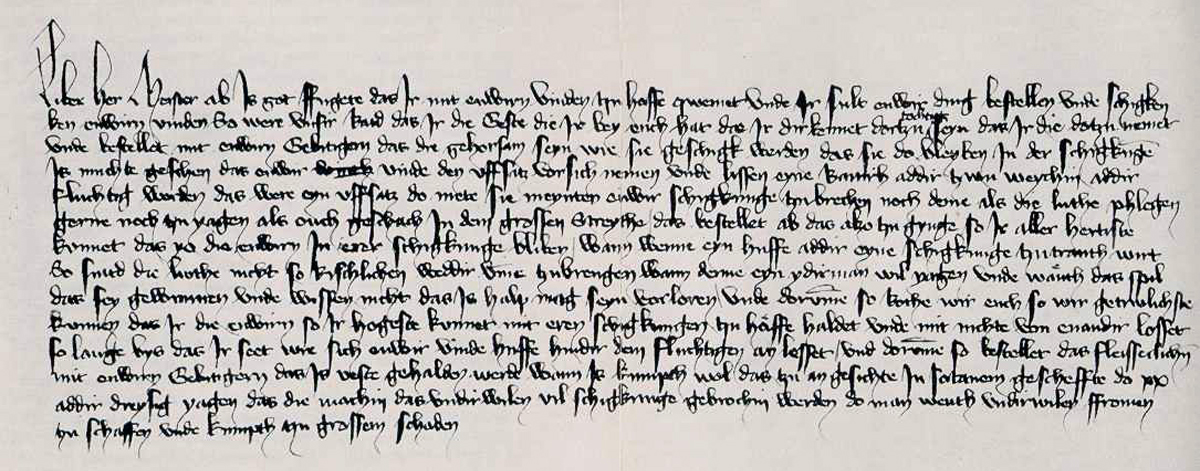
Une lettre anonyme concernant la Grande Bataille (datée aux alentours de 1412) est l'une des rares sources contemporaines.

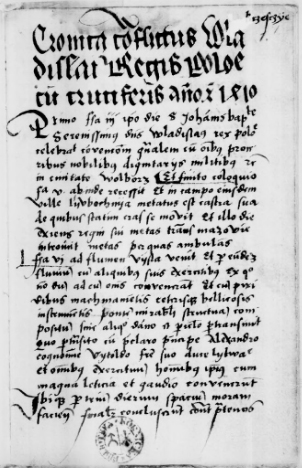
Le document le plus important concernant la bataille est la Cronica conflictus Wladislai Regis Poloniæ cum cruciferis anno Christi.

Il existe peu de documents contemporains concernant la bataille et la plupart ont été rédigés par des Polonais. Le plus important et le plus digne de confiance est la Cronica conflictus Wladislai regis Poloniæ cum Cruciferis anno Christi 1410 qui fut écrit moins d'un an après la bataille par un témoin oculaire. Son auteur est inconnu mais plusieurs candidats ont été proposés, le chancelier polonais Mikołaj Trąba (en) et le secrétaire de Ladislas II, Zbigniew Oleśnicki. L'œuvre complète de Cronica conflictus ne nous est pas parvenue mais un court résumé fut préservé. Une autre source majeure est Historiæ Polonicæ de l'historien polonais Jan Długosz (1415–1480). Il s'agit d'un texte détaillé et précis écrit plusieurs décennies après la bataille. La fiabilité de cette source souffre cependant de l'intervalle entre l'événement et son récit et des préjugés de Długosz envers les Lituaniens. Le Banderia Prutenorum est un manuscrit du milieu du XVe siècle représentant et décrivant les étendards teutoniques capturés après la bataille et exposés dans la basilique du Wavel. Les autres sources polonaises incluent deux lettres écrites par Ladislas II à sa femme Anne de Celje et à l'évêque de Poznan, Wojciech Jastrzębiec et des lettres envoyées par Jastrzębiec aux Polonais du Saint-Siège. Les sources allemandes incluent un rapport concis de la bataille dans la chronique de Johann von Posilge (en). Une lettre anonyme, écrite entre 1411 et 1413, découverte par l'historien suédois Sven Ekdahl (sv) en 1963 fournit d'importants détails sur les manœuvres lituaniennes,.

## Contexte historique

### Croisades baltes et Union de la Pologne-Lituanie

Expansion territoriale de l'État monastique des chevaliers teutoniques entre 1260 et 1410.

En 1230, l'ordre Teutonique, un ordre militaire croisé, s'implanta dans le Kulmerland (région centrée sur Chełmno) et lança une croisade contre les clans prussiens païens. Avec le soutien du pape et de l'empereur du Saint-Empire romain germanique, les Teutoniques avaient conquis les Prussiens vers 1280 et tournèrent leur attention vers les païens du grand-duché de Lituanie. Durant un siècle, les chevaliers vont piller les terres lituaniennes, particulièrement la Samogitie qui sépare les chevaliers de Prusse de la branche livonienne de l'Ordre. Les Lituaniens abandonnèrent la Samogitie durant la guerre civile (en) de 1381 par le traité de Dubysa (en).
En 1385, le grand-duc Jogaila de Lituanie épousa Hedwige Ire de Pologne lors de l'union de Krewo. Jogaila se convertit au christianisme et fut couronné roi de Pologne et créa ainsi une union personnelle entre le royaume de Pologne et le grand-duché de Lituanie. La conversion officielle de la Lituanie au christianisme supprima l'argument religieux pour les activités teutoniques dans la région. Le grand-maître de l'Ordre, Konrad Zöllner von Rotenstein, soutenu par le roi hongrois Sigismond contesta publiquement la sincérité de la conversion de Jogaila et porta la question devant la maison pontificale. Les tensions territoriales concernant la Samogitie, appartenant aux Teutoniques depuis la paix de Raciąż de 1404, continuaient, la Pologne avait des revendications contre les chevaliers à propos de la région de Dobrzyń et de Dantzig (Gdańsk) mais les deux États étaient en paix depuis le traité de Kalisz de 1343. Les disputes étaient également motivées par des raisons commerciales, les chevaliers contrôlaient les embouchures des trois plus importants fleuves de Pologne et de Lituanie, le Niémen, la Vistule et la Daugava.

### Guerre, trêve et préparatifs

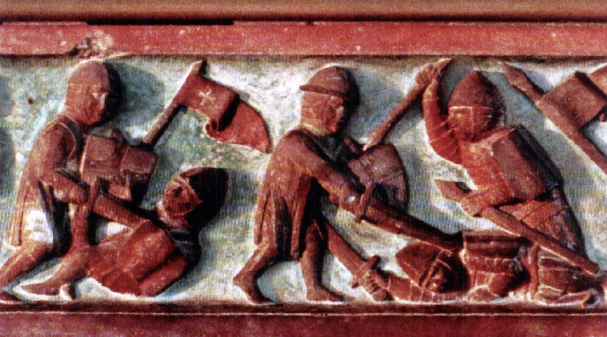
Lituaniens combattant des chevaliers teutoniques (bas-relief).

En mai 1409, un soulèvement dans la Samogitie teutonique commença. Les Lituaniens soutenaient les rebelles et les chevaliers menacèrent d'entrer en guerre. La Pologne annonça son soutien à la Lituanie et menaça d'attaquer la Prusse. Alors que les troupes prussiennes évacuaient la Samogitie, le grand-maître Ulrich von Jungingen déclara la guerre à la Pologne et à la Lituanie le 6 août 1409. Les chevaliers espéraient défaire la Pologne et la Lituanie séparément en commençant par envahir la Grande-Pologne et la Cujavie où ils prendraient les Polonais par surprise. Ils incendièrent le château de Dobrzyń (en) (Dobrzyń nad Wisłą), capturèrent Bobrowniki (en) après un siège de deux semaines, prirent Bromberg (Bydgoszcz) et pillèrent plusieurs villes. Les Polonais organisèrent des contre-attaques et reprirent Bydgoszcz et les Samogitiens attaquèrent Memel (Klaipėda). Cependant aucun des deux camps n'était prêt pour une guerre de grande envergure.
L'empereur Venceslas Ier du Saint-Empire accepta de servir de médiateur et une trêve fut signée le 8 octobre 1409 mais elle expirait le 24 juin 1410. Les deux camps utilisèrent la trêve pour se préparer en rassemblant des forces et en engageant des manœuvres diplomatiques. Venceslas, qui avait reçu un présent de 60 000 florins des chevaliers déclara que la Samogitie appartenait légalement à l'ordre et que seule la région de Dobrzyń devait être rendue à la Pologne. L'ordre offrit également 300 000 ducats à Sigismond de Hongrie, qui avait des vues sur la principauté de Moldavie, pour son soutien militaire. Sigismond tenta également, sans succès, de briser l'alliance polono-lituanienne en semant la discorde par l'offre d'une couronne royale à Vytautas, ce qui aurait fait éclater l'accord d'Ostrów. Vytautas resta ferme dans son alliance et réussi au contraire, en signant une trêve avec l'ordre Livonien, à priver les teutoniques de ce soutien.
En décembre 1409, Ladislas II et Vytautas s'étaient accordés sur une stratégie commune, leurs armées se rassemblaient en une force unique qui avançait vers Marienburg (Malbork), capitale de l'ordre Teutonique. Les chevaliers qui étaient sur la défensive ne s'attendaient pas à une attaque commune et se préparaient à repousser une double invasion, par les Polonais le long de la Vistule vers Dantzig (Gdańsk) et par les Lituaniens le long du Niémen vers Ragnit (Neman). Pour contrer cette menace, Ulrich von Jungingen concentra ses forces à Schwetz (Świecie), un emplacement central d'où les troupes pourraient répondre rapidement à une invasion. Des garnisons importantes étaient laissées dans les forteresses orientales de Lötzen (Giżycko) et de Memel (Klaipėda). Pour garantir le secret de leur plan et induire les chevaliers en erreur, Ladislas II et Vytautas organisèrent dans les territoires frontaliers de nombreux raids, pour les forcer à immobiliser leurs forces.

## Forces en présence
| Historien                     | Polonaises    | Lituaniennes  | Teutoniques   |
| ----------------------------- | ------------- | ------------- | ------------- |
| Karl Heveker et Hans Delbrück | 16 500        | 16 500        | 11 000        |
| Eugene Razin                  | 16 000–17 000 | 16 000–17 000 | 11 000        |
| Max Oehler                    | 23 000        | 23 000        | 15 000        |
| Jerzy Ochmański               | 22 000–27 000 | 22 000–27 000 | 12 000        |
| Sven Ekdahl                   | 20 000–25 000 | 20 000–25 000 | 12 000–15 000 |
| Andrzej Nadolski              | 20 000        | 10 000        | 15 000        |
| Jan Dąbrowski                 | 15 000–18 000 | 8 000–11 000  | 19 000        |
| Zigmantas Kiaupa              | 18 000        | 11 000        | 15 000–21 000 |
| Marian Biskup                 | 19 000–20 000 | 10 000–11 000 | 21 000        |
| Daniel Stone                  | 27 000        | 11 000        | 21 000        |
| Stefan Kuczyński              | 39 000        | 39 000        | 27 000        |
| Henry Bogdan                  | 100 000       | 100 000       | 50 000        |

Le nombre de soldats impliqués est difficile à évaluer. Aucune des sources contemporaines ne fournit un compte fiable des troupes. Jan Długosz rapporte le nombre de bannières de différents belligérants, 51 pour les Teutoniques, 50 pour les Polonais et 40 pour les Lituaniens. Il est cependant difficile de connaître le nombre d'hommes sous chaque bannière. La structure et les effectifs des unités d'infanterie (piquiers, archers, arbalétriers) et d'artillerie est inconnue. Des estimations, souvent biaisées par des considérations politiques et nationalistes ont été avancées par de nombreux historiens. Les historiens allemands tendent à minimiser les effectifs et les historiens polonais tendent à utiliser les estimations les plus hautes. L'estimation haute réalisée par l'historien polonais Stefan Kuczyński (en) de 39 000 Polonais-Lituaniens et de 27 000 Teutoniques fait souvent référence dans la littérature occidentale,,.
Si elle était inférieure en nombre, l'armée teutonique était mieux entraînée, mieux commandée et disposait d'un armement supérieur. La cavalerie lourde teutonique était l'une des meilleures d'Europe et l'armée disposait de bombardes. Les deux armées étaient composées de soldats venant de plusieurs territoires ou États et de nombreux mercenaires. Les mercenaires bohémiens combattirent par exemple des deux côtés. Les chevaliers invitèrent des nobles croisés venant de 22 peuples différents mais principalement allemands. Les Teutoniques recrutèrent des soldats en Westphalie, en Frise, en Autriche, en Souabe et en Poméranie,. Deux nobles hongrois, Miklós Garaï II (en) et Stibor de Stiboricz (en), amenèrent 200 hommes aux chevaliers mais le soutien de Sigismond de Hongrie fut décevant,.
Les Polonais recrutèrent des mercenaires de Moravie et de Bohême dont Jan Žižka qui commandera par la suite les forces hussites. Alexandre Ier de Moldavie commanda les soldats moldaves. Vytautas rassembla des troupes de Lituanie et de Ruthénie dont des Tatars de la Horde d'or menés par Jalal ad-Din (en). Le commandant en chef des forces polono-lituaniennes était le roi Ladislas II même s'il ne participa pas directement à la bataille. Les forces lituaniennes étaient commandées effectivement par le grand-duc Vytautas qui mit au point la tactique de la campagne et participa directement à l'affrontement.

## Cours de la bataille

### Avancée à travers la Prusse

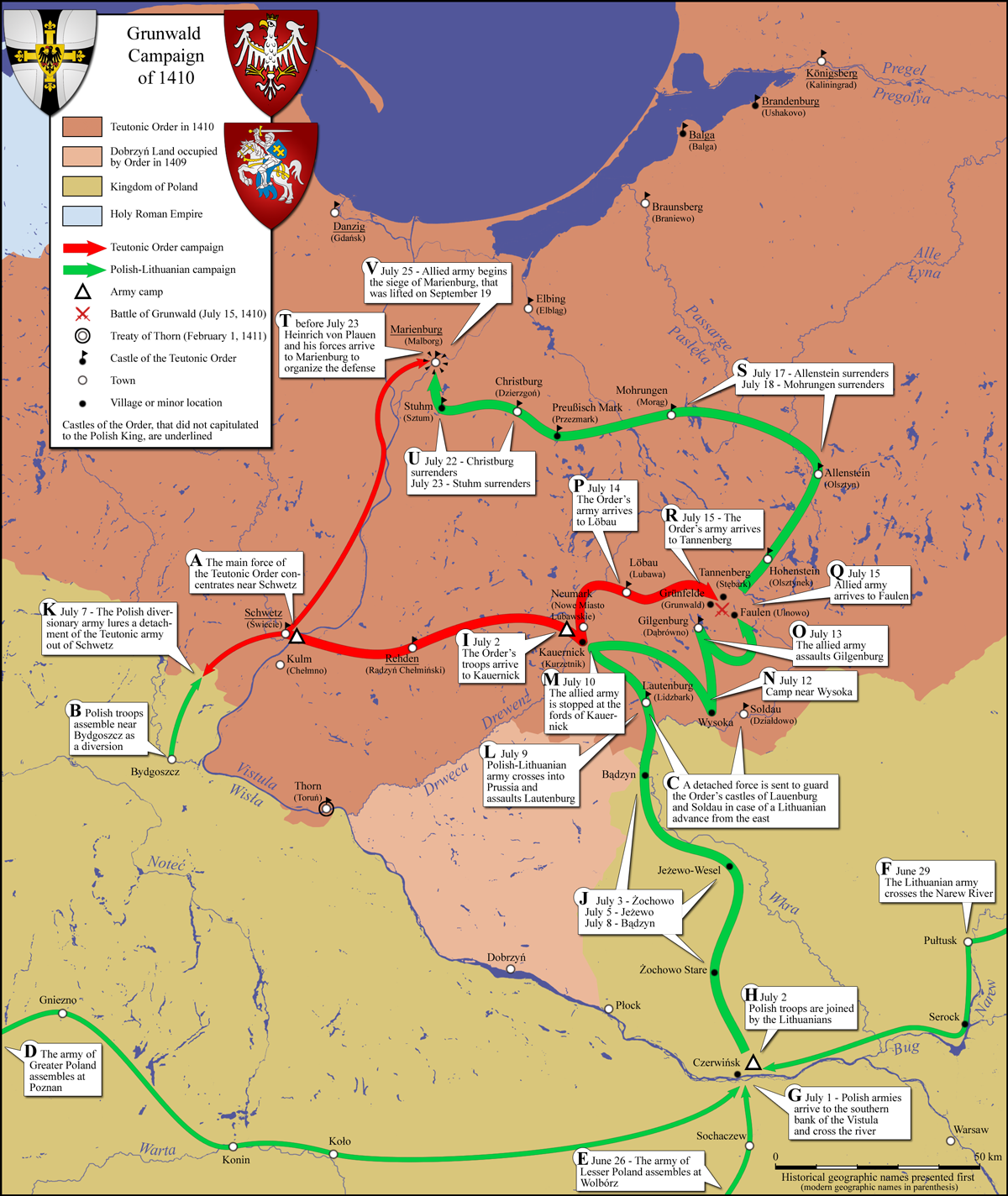
Mouvements des belligérants lors de la campagne de Grunwald.

La première étape de la campagne de Grunwald fut le rassemblement de toutes les forces polono-lituaniennes à Czerwinsk à environ 80 km de la frontière prussienne, où l'armée conjointe franchit la Vistule sur un pont flottant. Cette opération qui nécessitait une grande précision et une intense coordination entre les corps d'armées multi-nationaux fut accomplie en moins d'une semaine du 24 au 30 juin 1410. Les soldats polonais de Grande-Pologne se rassemblèrent à Poznań et ceux de Petite-Pologne à Wolbórz. Le 24 juin, Ladislas II et les mercenaires tchèques arrivèrent à Wolbórz puis à Czerwinsk trois jours plus tard. L'armée lituanienne qui avait quitté Vilnius le 3 juin rencontra les unités ruthènes à Hrodna et rejoignit les polonais le 27 juin. Après la traversée, les troupes mazoviennes de Siemowit IV et Janusz Ier rallièrent l'armée polono-lituanienne. La puissante force se mit en marche en direction de Marienburg (Malbork) le 3 juillet et la frontière prussienne fut franchie le 9 juillet.
La traversée de la rivière resta secrète jusqu'à ce que des émissaires hongrois, qui cherchaient à négocier une trêve, ne la révèlent au grand-maître teutonique. Ulrich von Jungingen comprit immédiatement la menace et partit avec le gros de ses forces pour organiser une ligne de défense sur la rivière Drewenz (Drwęca) près de Kauernik (Kurzętnik) et laissa 3 000 hommes à Schwetz (Świecie) sous le commandement de Heinrich von Plauen. La rivière fut fortifiée avec des fortins et le 11 juillet, Ladislas II et son conseil de guerre décidèrent de contourner les défenses teutoniques par l'est où aucune rivière ne protégeait Marienburg. L'armée teutonique suivit la Drewenz vers le nord avant de la traverser à Löbau (Lubawa) et de continuer vers l'est parallèlement à l'armée polono-lituanienne.

### Préparatifs
Au matin du 15 juillet 1410, les deux armées se rencontrèrent dans une plaine couvrant environ 4 km2 entre les villages de Grunwald, Tannenberg (Stębark) et Ludwigsdorf (Łodwigowo). Les deux armées se déployèrent en deux lignes opposées suivant un axe nord-est sud-ouest. L'armée polono-lituanienne était rangée en face et à l'est de Ludwigsdorf et de Tannenberg. La cavalerie lourde polonaise formait le flanc gauche, la cavalerie légère lituanienne se trouvait à droite tandis que les divers corps de mercenaires formaient le centre. Ces derniers étaient organisés sur trois lignes avec des formations en pointe d'environ 20 hommes en profondeur. Les Teutoniques concentrèrent leur cavalerie d'élite commandée par le grand-maréchal Friedrich von Wallenrode (de) contre les Lituaniens. Les chevaliers, qui avaient été les premiers à se déployer pour la bataille, espéraient pousser les Polonais ou les Lituaniens à l'attaque. Une chronique suggère qu'ils avaient creusé des fosses pour piéger l'armée attaquante. Ils tentèrent également d'employer leur artillerie de campagne mais une averse avait mouillé leur poudre et seulement deux coups furent tirés. Comme Ladislas II refusait d'attaquer, le grand-maître envoya des messagers avec deux épées pour « aider Ladislas II et Vytautas lors de la bataille ». Il s'agissait évidemment d'une insulte et d'une provocation et ces épées, connues sous le nom d'Épées de Grunwald, devinrent l'un des symboles nationaux de la Pologne.

### L'attaque et le repli lituanien
Vytautas, soutenu par plusieurs corps de cavalerie polonaise, lança une attaque sur le flanc gauche des forces teutoniques. Après plus d'une heure de durs combats, la cavalerie légère lituanienne commença à se retirer de manière plus ou moins chaotique. Jan Długosz rapporte que la totalité des forces lituaniennes avait été annihilée. Selon lui, les Teutoniques crurent que la victoire était proche et ils brisèrent leurs formations pour se lancer à la poursuite des Lituaniens et se livrer au pillage avant de rejoindre la bataille contre les Polonais. Długosz ne fait plus aucune mention des Lituaniens dans la suite de sa chronique et présente la bataille comme une victoire uniquement polonaise. Ce récit contredit la Cronica conflictus et a été remis en question par les historiens modernes. Dans un article de Vatslaw Lastowski publié en 1909, l'auteur avance l'idée que la retraite était planifiée et qu'il s'agissait d'une tactique empruntée à la Horde d'or. La même fausse retraite avait été utilisée lors de la bataille de la rivière Vorskla en 1399 où l'armée lituanienne avait été décimée et Vytautas lui-même ne s'en était échappé que de justesse. Cette théorie fut renforcée par la découverte et la publication d'une lettre allemande par l'historien suédois Sven Ekdahl en 1963. La lettre, écrite deux ans après la bataille, met en garde le nouveau grand-maître contre les fausses retraites comme celle qui avait été utilisée lors de la Grande Bataille. L'historien Stephen Turnbull avance néanmoins que la retraite lituanienne ne correspond pas parfaitement à une fausse retraite. En effet celle-ci n'est employée que par quelques unités (et non par l'ensemble de l'armée) et était rapidement suivie par une contre-attaque (alors que les Lituaniens ne revinrent que vers la fin de la bataille).

### L'affrontement entre les Polonais et les Teutoniques
Tandis que les Lituaniens se retiraient, de violents combats commencèrent entre les forces polonaises et teutoniques. Les unités teutoniques commandées par le grand-commandeur Kuno von Lichtenstein (de) se concentrèrent sur le flanc droit polonais. Six des unités de cavalerie de von Walenrode ne poursuivirent pas les Lituaniens et attaquèrent sur le flanc droit. Les Teutoniques prirent l'avantage et parvinrent à s'emparer de la bannière royale de Cracovie. Elle fut cependant rapidement reprise et les combats continuèrent. Ladislas II déploya la seconde ligne de son armée. Le grand-maître Ulrich von Jungingen mena alors 16 unités, soit près d'un tiers des forces teutoniques initiales, dans une attaque sur le flanc droit polonais et Ladislas II engagea sa troisième ligne. La mêlée s'approcha du commandement polonais et un chevalier, identifié sous le nom de Lupold ou Diepold de Kökeritz, chargea directement le roi polonais. Le secrétaire de Ladislas II, Zbigniew Oleśnicki, sauva la vie du roi et devint l'un des personnages les plus influents de Pologne.

### Fin de la bataille

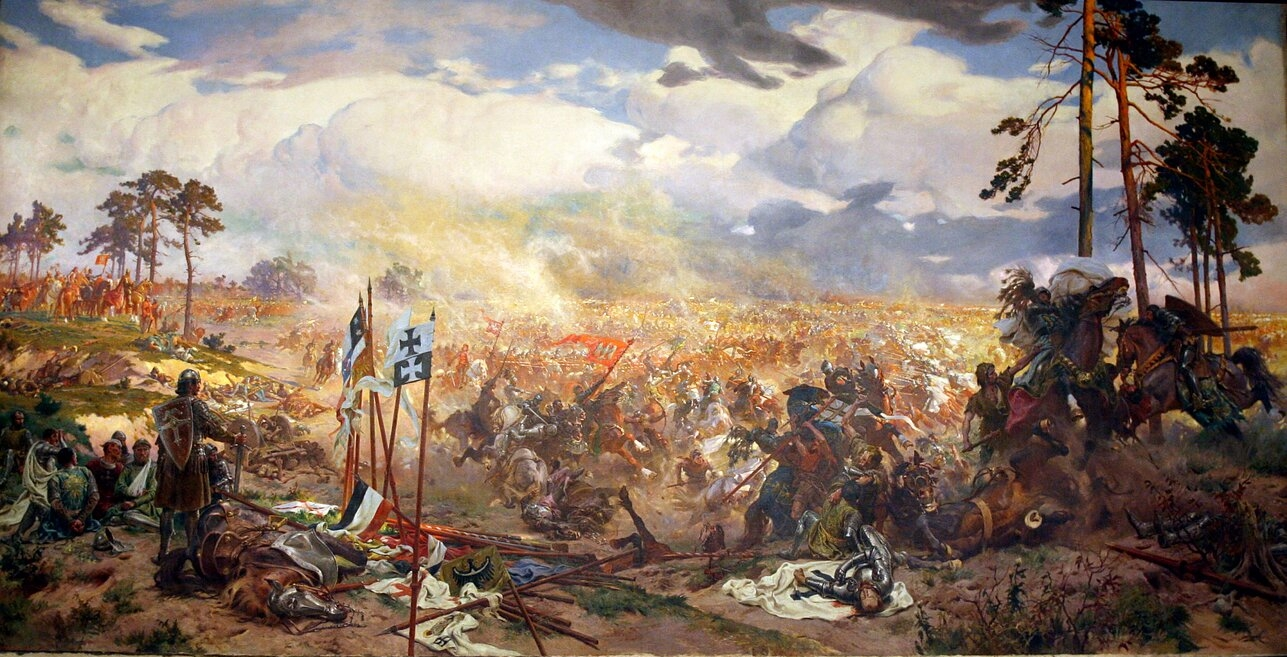
La bataille de Grunwald, par Rozwadowski et Popiel, 1910.

À ce moment, l'armée lituanienne réorganisée revint sur le champ de bataille et attaqua les Teutoniques par l'arrière. Ces derniers commençaient à être submergés par les Polonais et les Lituaniens. Von Jungingen est tué alors qu'il essayait de se forcer un passage à travers les lignes lituaniennes. Selon la Cronica conflictus, Dobiesław d'Oleśnica avait lancé une lance en travers du cou du grand-maître tandis que Długosz avance que Mszczuj de Skrzynno (en) était le tueur. Encerclés et privés de leur chef, les chevaliers commencèrent à se retirer. Une partie de ces forces se retira vers le camp teutonique mais les civils suivant l'armée se retournèrent contre eux et se lancèrent à leur poursuite. Les Teutoniques tentèrent alors de construire un wagenburg où le camp était entouré par des wagons servant de fortifications improvisées. Cependant, ces défenses ne tinrent pas longtemps et le camp fut ravagé. Selon la Cronica conflictus, plus de chevaliers y seraient morts que sur le champ de bataille. La bataille avait duré environ dix heures.
Les Teutoniques attribuèrent la défaite à la trahison de Nikolaus von Renys (en) (Mikołaj de Ryńsk), commandant de la bannière de Culm (Chełmno) et il fut décapité sans procès. Il était le fondateur et le chef de l'Union du Lézard, un groupe de chevaliers sympathisants de la Pologne. Selon les Teutoniques, von Renys aurait abaissé sa bannière, ce qui fut considéré comme un signe de reddition et entraîna la fuite désorganisée. La légende selon laquelle les chevaliers avaient été « poignardés dans le dos » faisait écho à la Dolchstoßlegende populaire après la Première Guerre mondiale et servit de base à l'historiographie allemande de la bataille jusqu'en 1945.

## Conséquences

### Pertes et prisonniers

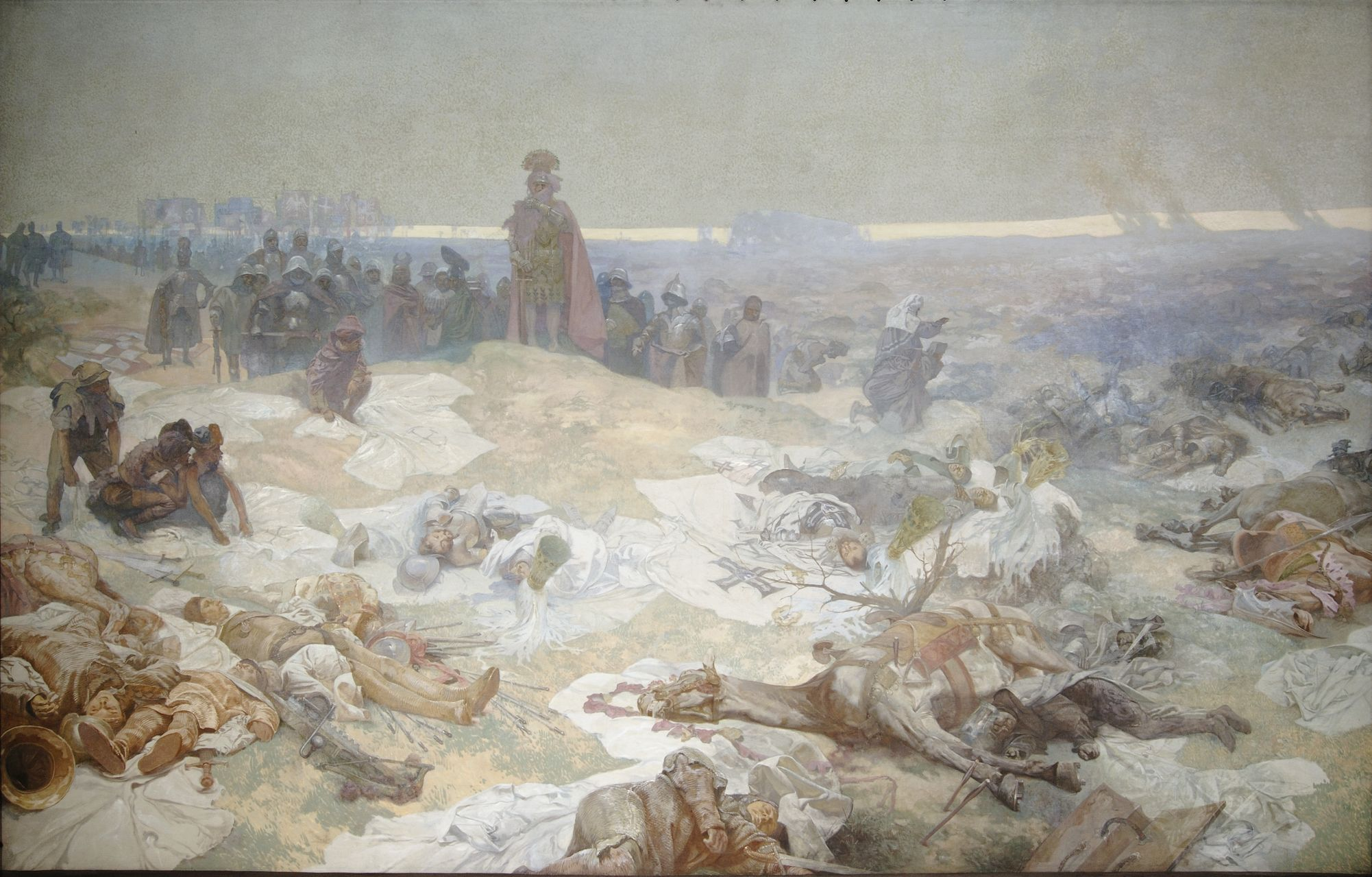
Après la bataille de Grunwald, par Alfons Mucha, 1924.

La défaite des Teutoniques fut retentissante. Environ 8 000 avaient été tués et 14 000 avaient été faits prisonniers. D'après les livres de comptes teutoniques, seuls 1 427 hommes sont rentrés à Marienburg pour réclamer leur solde. Des 1 200 hommes de Dantzig, seuls 300 rentrèrent. Le plus haut-gradé teutonique à avoir survécu était Werner von Tettingen (de), commandant d'Elbing (Elbląg). Selon les différentes sources, entre 200 et 400 chevaliers de l'ordre étaient morts dont de nombreux membres de la haute-hiérarchie teutonique, le grand-maître Ulrich von Jungingen, le grand-maréchal Friedrich von Wallenrode (de), le grand-commandeur Kuno von Lichtenstein (de), le grand-trésorier Thomas von Merheim, le grand-commissaire Albrecht von Schwartzburg et une dizaine de commandants. Markward von Salzbach (en), commandant de Brandenburg (Ouchakovo) et Heinrich Schaumburg, vogt de Sambie furent exécutés après la bataille sur ordre de Vytautas. Les corps de von Jungingen et des autres officiers supérieurs furent transportés à la forteresse de Marienburg pour y être enterrés le 19 juillet. Les corps des officiers teutoniques de rang inférieur et de douze chevaliers polonais furent inhumés à l'église de Tannenberg. Le reste des morts fut enterré dans plusieurs fosses communes.

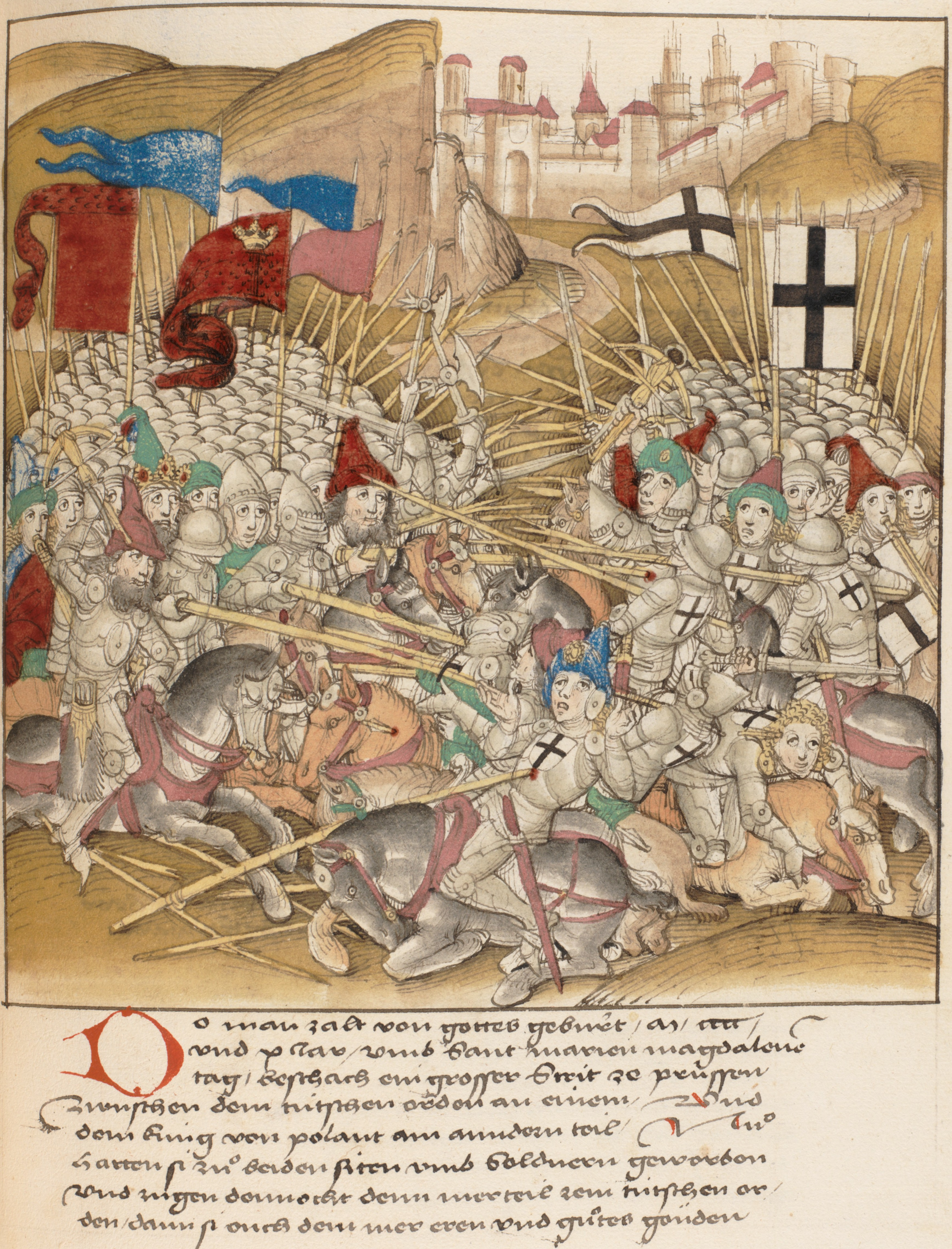
Représentation de la bataille dans la chronique de Diebold Schilling.

Les forces polono-lituaniennes firent plusieurs milliers de prisonniers dont les ducs Konrad VII de Oels (Oleśnica) et Casimir V de Poméranie. La plupart des soldats sans grades et des mercenaires furent libérés peu après la bataille à la condition qu'ils se présentent à Cracovie le 11 novembre 1410. Seuls ceux dont on pouvait espérer une rançon furent gardés en captivité. Des rançons considérables furent payées ; Par exemple, le mercenaire Holbracht von Loym dut payer soixante fois 150 gros de Prague soit un peu plus de 30 kg d'argent.

### Poursuite de la campagne et paix

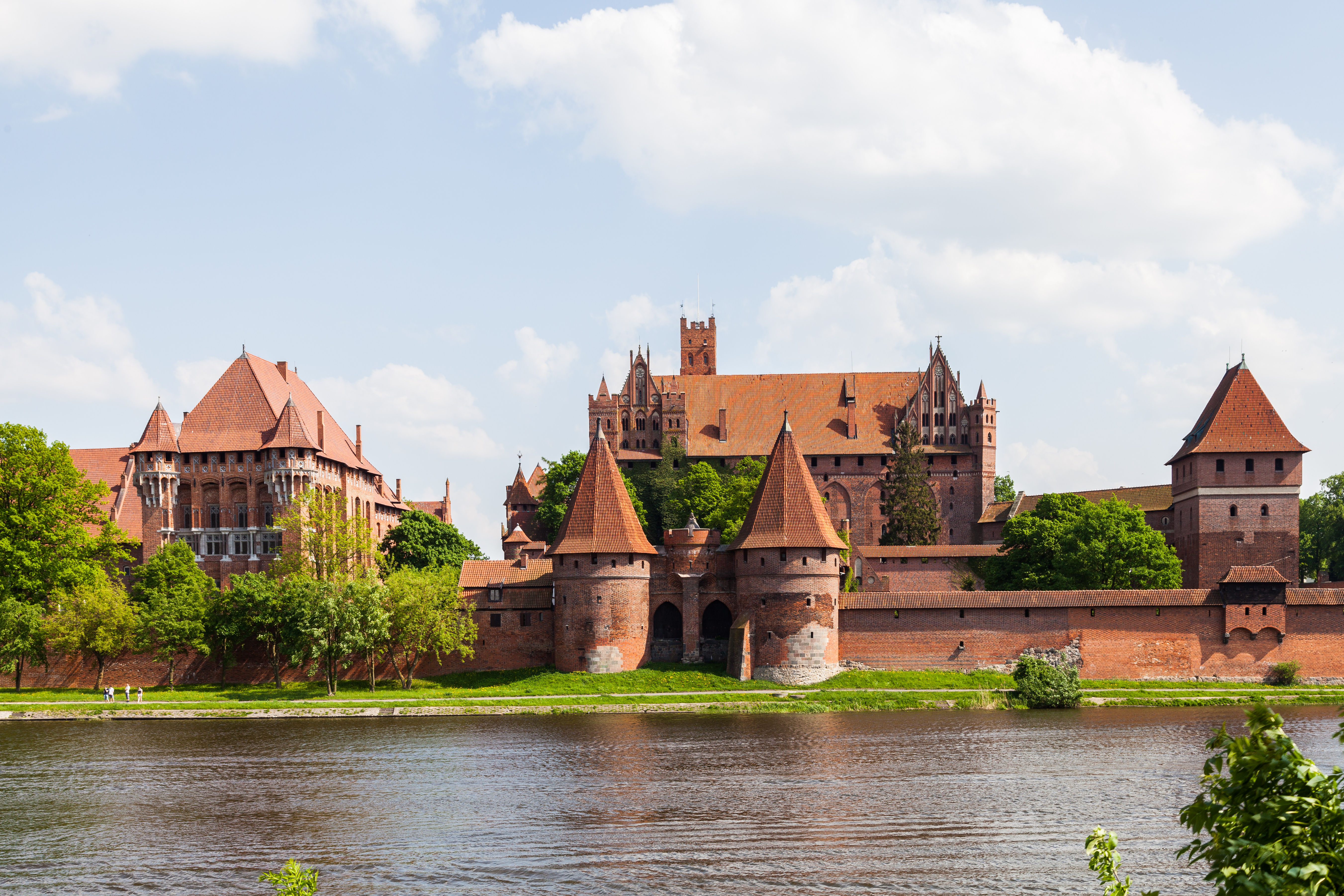
Après la bataille, la forteresse de Marienburg qui était la capitale de l'ordre Teutonique fut assiégé sans succès par les forces polono-lituaniennes durant deux mois.

Après la bataille, les forces polono-lituaniennes restèrent trois jours sur le champ de bataille avant d'avancer vers Marienburg à raison d'environ 15 km par jour. Le gros de l'armée atteignit la puissante forteresse le 26 juillet. Ce délai permit à Heinrich von Plauen d'organiser la défense de la ville. Ladislas II envoya également des unités vers les autres forteresses teutoniques qui se rendirent le plus souvent sans combattre comme les grandes villes de Danzig (Gdańsk), Thorn (Toruń), et Elbing (Elbląg). Seuls huit châteaux restaient aux mains des Teutoniques. Les assiégeants de Marienburg, qui espéraient une reddition rapide et n'étaient pas préparés pour un siège de longue durée, souffraient du manque de matériel de siège, d'un faible moral et d'une épidémie de dysenterie. Les chevaliers demandèrent de l'aide à leurs alliés ; Sigismond de Hongrie, Venceslas Ier du Saint-Empire et l'ordre Livonien promirent une aide financière et des renforts. Le siège de Marienburg fut levé le 19 septembre et les forces polono-lituaniennes quittèrent les villes conquises qui furent rapidement reprises par les Teutoniques. À la fin du mois d'octobre, seuls quatre châteaux restaient aux mains des Polonais. Ladislas II leva une nouvelle armée et infligea une nouvelle défaite aux Teutoniques lors de la bataille de Koronowo (en) le 10 octobre 1410. Après d'autres confrontations, les deux camps acceptèrent de négocier.
La paix de Thorn fut signée en février 1411. Selon ses termes, les chevaliers cédaient la région de Dobrzyń à la Pologne et acceptaient de renoncer à leurs revendications sur la Samogitie jusqu'à la mort de Ladislas II et de Vytautas. Cependant, il faudra deux autres guerres avant que les disputes territoriales ne soient définitivement réglées par la paix du lac de Melno. Si les gains territoriaux de la Pologne et de la Lituanie étaient minces, la paix de Thorn imposa un lourd fardeau financier aux Teutoniques dont ils ne se relèveront jamais. Ils devaient payer en argent une indemnité estimée à dix fois les revenus annuels du roi d'Angleterre. Pour faire face à ce paiement, les chevaliers empruntèrent massivement, confisquèrent l'or et l'argent des églises et augmentèrent les taxes. Deux villes majeures de Prusse, Dantzig (Gdańsk) et Thorn (Toruń) se soulevèrent contre ces dernières. La défaite de Grunwald laissait les chevaliers avec peu de troupes pour défendre leurs territoires. Comme la Pologne et la Lituanie étaient maintenant des États chrétiens, les Teutoniques avaient du mal à recruter de nouveaux croisés. Le grand-maître dut donc faire appel à des mercenaires, ce qui augmenta les dépenses d'un budget déjà bien réduit. Les tensions internes, le déclin économique et la hausse des taxes menèrent à un soulèvement et à la fondation de la Ligue de Prusse en 1441. Cela entraîna une série de conflits qui culminèrent avec la guerre de Treize Ans (1454).

## Héritage

### Pologne et Lituanie

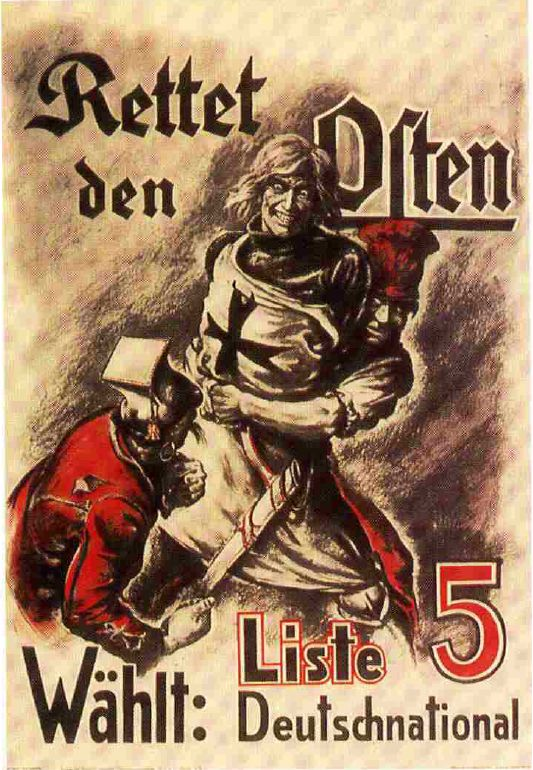
Une affiche du Parti national du peuple allemand de 1920 représentant un chevalier teutonique menacé par un Polonais et un socialiste.
Il est écrit : "Sauvez l'Est" - Votez pour la liste no 5

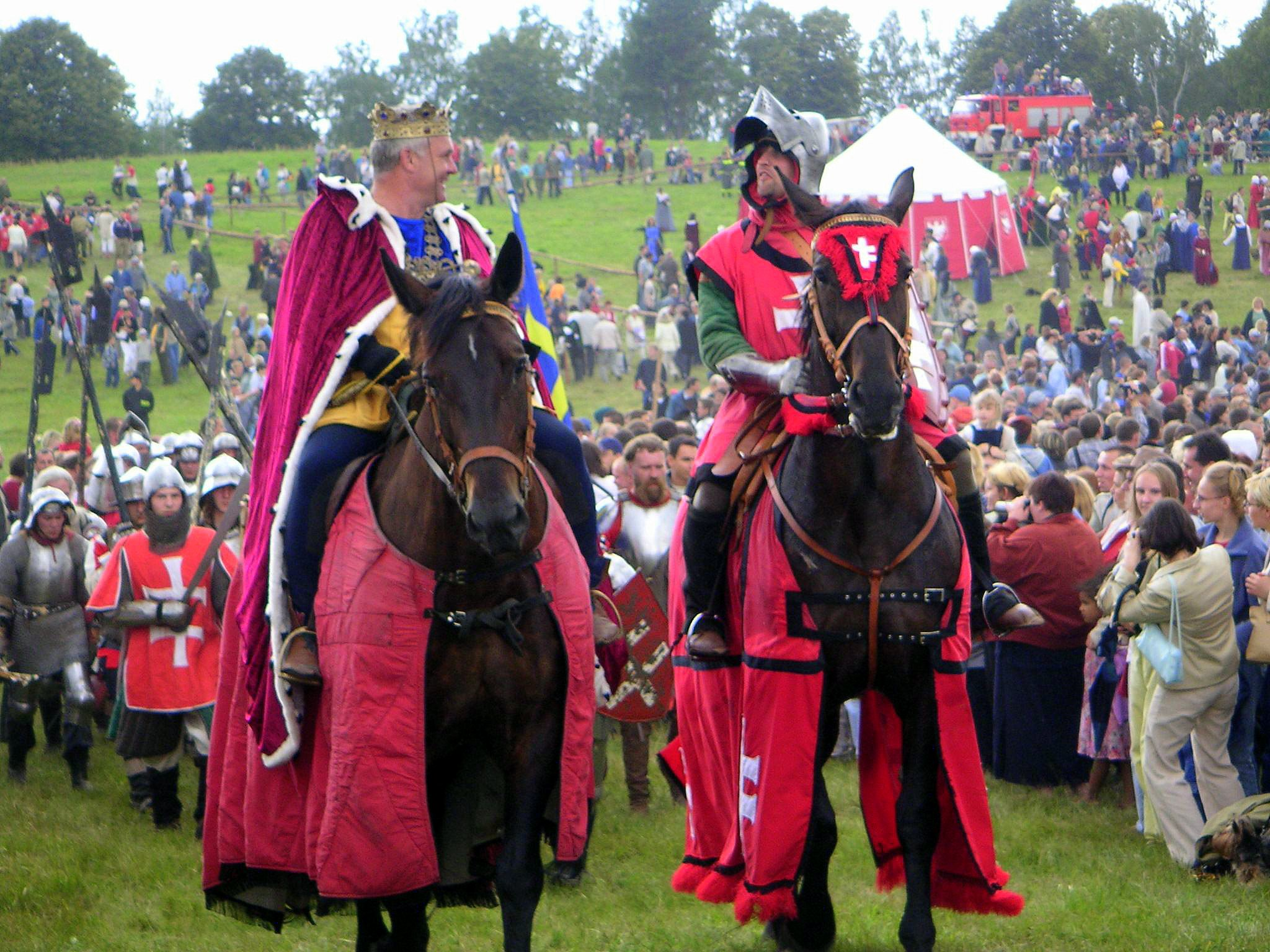
Le roi Ladislas II lors d'une reconstitution de la bataille en 2003.

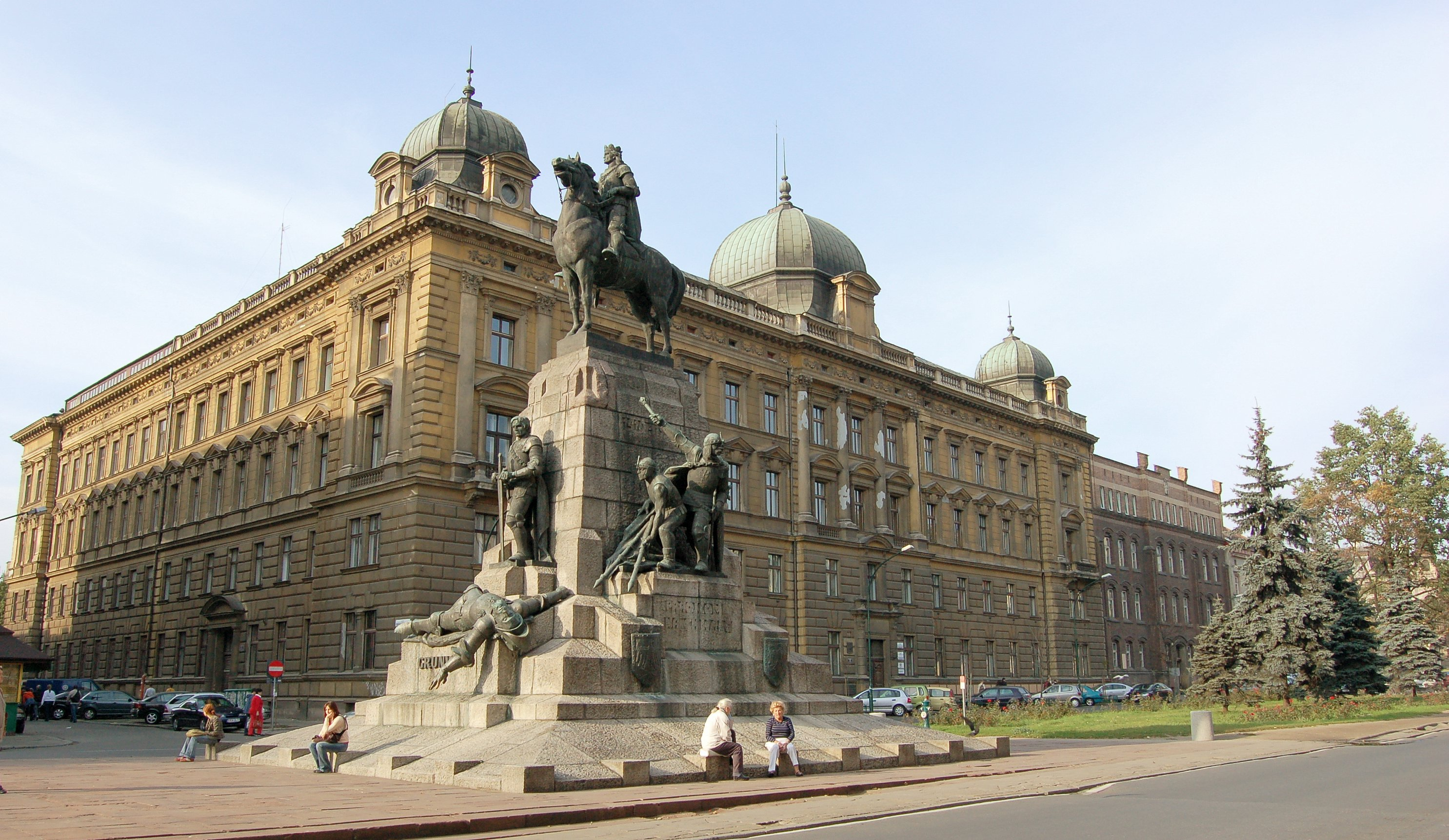
Un monument fut construit à Cracovie pour le de la bataille de Grunwald. Il fut détruit par les Allemands durant la Seconde Guerre mondiale et reconstruit en 1976.

La bataille de Grunwald est considérée comme l'une des plus importantes batailles de l'histoire de la Pologne et de la Lituanie. En Lituanie, elle marque l'apogée militaire et politique du grand-duché. Elle fournit une source de fierté nationale durant l'époque du nationalisme romantique et inspira la résistance aux politiques de germanisation et de russification des empires allemand et russe. Les chevaliers sont représentés comme des envahisseurs sanguinaires et Grunwald est une juste victoire remportée par une petite nation opprimée.

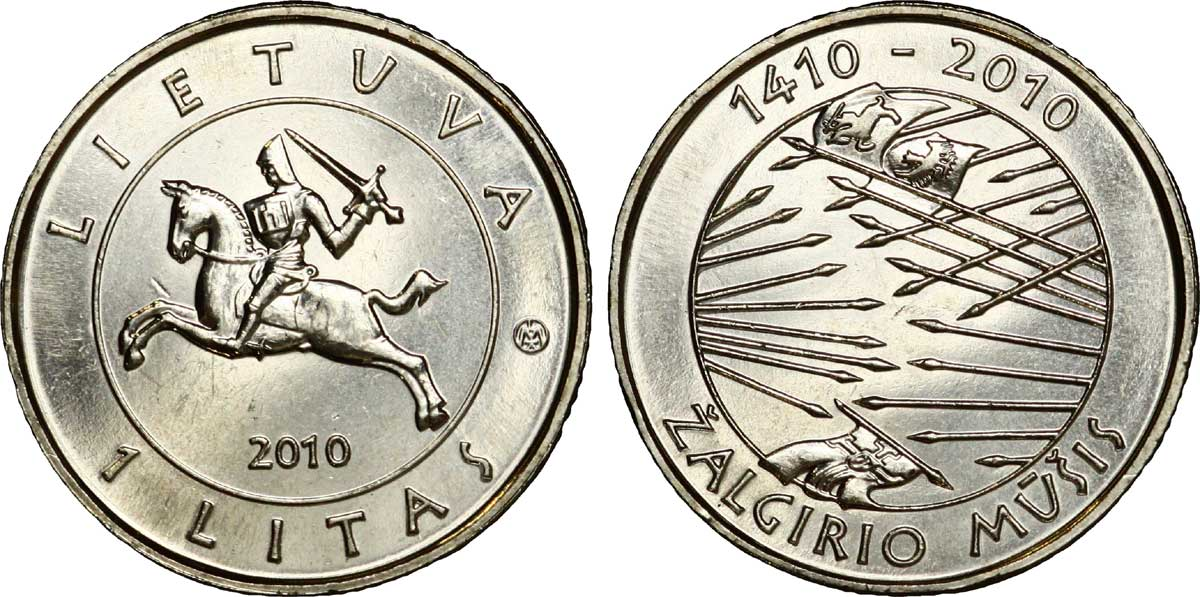
Lituanie, 1 litas célébrant le de la bataille de Grunwald

En 1910, pour marquer le 500e anniversaire de la bataille, un monument réalisé par Antoni Wiwulski (en) fut implanté à Cracovie au terme de trois jours de célébrations auxquelles participèrent près de 150 000 personnes. Environ 60 autres villes de Galicie érigèrent des monuments à la mémoire de Grunwald lors de cet anniversaire. À peu près au même moment, le prix Nobel de littérature, Henryk Sienkiewicz, écrivit le roman Les Chevaliers teutoniques (en polonais : Krzyżacy) qui relate la bataille dans l'un de ses chapitres.
En 1960, le réalisateur polonais Aleksander Ford utilisa le livre pour réaliser son film éponyme. Un musée, des monuments et un mémorial furent érigés sur le site de la bataille en 1960. La bataille a laissé son nom à une médaille militaire (la croix de Grunwald), à des équipes de sport (BC Žalgiris, FK Žalgiris) et à de nombreuses organisations. Une reconstitution a lieu tous les 15 juillet. 200 000 personnes assistèrent à la reconstitution de 2010 pour les 600 ans de la bataille. 2 200 personnes participèrent en tant que soldats et 3 800 autres en tant que paysans et suivants de l'armée dans l'une des plus grandes reconstitutions militaires du Moyen Âge en Europe.

### Allemagne et Russie
Les Allemands considèrent généralement les Teutoniques comme des nobles héroïques qui amenèrent le christianisme et la civilisation en Europe orientale. En août 1914, durant la Première Guerre mondiale, l'Allemagne remporta une victoire contre les Russes près du site. Réalisant son potentiel de propagande, les Allemands nommèrent la bataille, bataille de Tannenberg. La victoire de 1914 était imaginée comme une revanche sur la défaite de 1410, une revanche imaginaire car les Russes n'avaient pas participé en 1410. L'Allemagne nazie exploita ensuite ce sentiment en présentant sa politique de lebensraum comme une continuité de la mission historique des Teutoniques.
Du fait de la participation de trois régiments de Smolensk à la bataille, les Russes considèrent Grunwald comme une victoire de la coalition russo-polono-lituanienne contre l'envahisseur allemand. Le chroniqueur Jan Długosz fait l'éloge des bannières de Smolensk, qui combattirent vaillamment et furent les seules bannières du grand-duché de Lituanie à ne pas se retirer. La bataille est une lutte raciale entre les Slaves et les Allemands, car les chevaliers teutoniques sont les précurseurs des armées d'Hitler,.

## Éponymie
L'astéroïde (210147) Zalgiris est nommé d'après la bataille.

### En français
- Henry Bogdan, Les Chevaliers teutoniques, Paris, Perrin, 1995 et 2002 (ISSN 1392-0456).
- Sylvain Gouguenheim, Tannenberg, 15 juillet 1410, Paris, Tallandier, octobre 2012, 262 p. (ISBN 978-2-84734-972-6).

### Autres
- (lt) Tomas Baranauskas, « Žalgirio mūšis Lietuvos istorikų darbuose », Istorija, vol. 1, no 81,‎ 2011 (ISSN 1392-0456, lire en ligne). (lt)
- (en) Michael Burleigh, « The German Knight: Making of A Modern Myth », History Today, vol. 6, no 35,‎ juin 1985 (ISSN 0018-2753).
- (en) Eric Christiansen, The Northern Crusades, Londres, Penguin Books, 1997, 2e éd., 287 p., poche (ISBN 978-0-14-026653-5, LCCN 98161230).
- (en) Patrice M. Dabrowski, Commemorations and the shaping of modern Poland, Bloomington (Indiana), Indiana University Press, 2004, 312 p. (ISBN 978-0-253-34429-8, LCCN 2004004359, lire en ligne).
- (en) Norman Davies, God's Playground. A History of Poland. The Origins to 1795, vol. I, Oxford, Oxford University Press, 2005, 488 p., poche (ISBN 978-0-19-925339-5, présentation en ligne).
- (en) Sven Ekdahl et Victor Mallia-Milanes, The Military Orders : History and Heritage, vol. 3, Aldershot, Ashgate Publishing, Ltd., 2008, 306 p. (ISBN 978-0-7546-6290-7, lire en ligne), « The Battle of Tannenberg-Grunwald-Žalgiris (1410) as reflected in Twentieth-Century monuments ».
- (de) Sven Ekdahl, « Die Flucht der Litauer in der Schlacht bei Tannenberg », Zeitschrift für Ostforschung, vol. 1, no 12,‎ 1963 (lire en ligne). (de)
- (en) Jonathan Fowler, Tabards on, visors down : fans relive 1410 Battle of Grunwald, AFP, 17 juillet 2010 (lire en ligne).
- (lt) Zenonas Ivinskis, Lietuvos istorija iki Vytauto Didžiojo mirties, Rome, Lietuvių katalikų mokslo akademija, 1978, 411 p.
- (en) Lonnie Johnson, Central Europe : Enemies, Neighbors, Friends, New York, Oxford University Press, 1996, 339 p. (ISBN 978-0-19-510071-6, LCCN 95046619, présentation en ligne).
- (en) Mečislovas Jučas, The Battle of Grünwald, Vilnius, National Museum Palace of the Grand Dukes of Lithuania, 2009, 127 p. (ISBN 978-609-95-0745-3).
- (lt) Zigmantas Kiaupa, Gimtoji istorija. Nuo 7 iki 12 klasės, Vilnius, Elektroninės leidybos namai, 2002 (ISBN 978-9986-92-169-1, lire en ligne), « Didysis karas su Kryžiuočiais ».
- (en) Zigmantas Kiaupa, Jūratė Kiaupienė et Albinas Kunevičius, The History of Lithuania Before 1795, Vilnius, Lithuanian Institute of History, 2000 (ISBN 978-9986-81-013-1, LCCN 2003454136).
- (en) Stephen M. Kuczynski, The Great War with the Teutonic Knights in the years 1409-1411, Ministry of National Defence, 1960 (OCLC 20499549, lire en ligne).
- (en) Giedrė Mickūnaitė, Making a great ruler : Grand Duke Vytautas of Lithuania, Central European University Press, 2006, 337 p. (ISBN 978-963-73-2658-5, présentation en ligne).
- (pl) Markian Pelech, « W sprawie okupu za jeńców krzyżackich z Wielkiej Wojny (1409-1411) », Zapiski Historyczne, vol. 2, no 52,‎ 1987 (lire en ligne). (pl)
- (ru) Е. А. Разин, История военного искусства XVI – XVII вв., vol. 3, Издательство Полигон,‎ 1999 (ISBN 978-5-89173-041-0, OCLC 49371210, LCCN 00437852). (ru)
- (en) Daniel Stone, The Polish-Lithuanian state, 1386-1795, University of Washington Press, 2001, 374 p. (ISBN 978-0-295-98093-5, présentation en ligne).
- Simas Sužiedėlis, Encyclopedia Lituanica, vol. V, Boston (Massachusetts), Juozas Kapočius, 1976, « Tatars ».
- (en) Stephen Turnbull, Tannenberg 1410 : Disaster for the Teutonic Knights, vol. 122, Londres, Osprey, coll. « Campaign Series », 2003, 96 p. (ISBN 978-1-84176-561-7).
- (en) William Urban, Tannenberg and After: Lithuania, Poland and the Teutonic Order in Search of Immortality, Chicago, Lithuanian Research and Studies Center, 2003 (ISBN 978-0-929700-25-0, LCCN 98089813).

## Source
- (en) Cet article est partiellement ou en totalité issu de l’article de Wikipédia en anglais intitulé « Battle of Grunwald » (voir la liste des auteurs).